# Betelov papar
Betelov papar jedna od biljnih vrsta iz roda papra, porodica paparovki. Domovina su mu jugoistočna Azija odakle je uvezena po drugim zemljama. 

## Opis
Piper betle L. (sinonim: Piper betel Blanco) (Piperaceae) nadaleko je poznata višegodišnja puzava biljka iz roda Piper, a potječe iz srednjeg i istočnog poluotoka Malezije, a rasprostranjena je u istočnoj Africi i tropskim zemljama Azije. To je komercijalni usjev koji se uglavnom uzgaja u Indiji, Bangladešu, Šri Lanki, Tajlandu, Tajvanu, Maleziji i nekoliko drugih zemalja jugoistočne Azije. Betelovu lozu nazivaju 'zelenim zlatom Indije' jer gotovo 20 milijuna ljudi ovisi o ovoj biljci kako bi dobili izvor prihoda od proizvodnje, prijevoza, rukovanja, obrade i pripreme lišća betela. Betelova loza obično je nespolno razmnožena biljka koja ima različite kultivare i nosi muške i ženske biljke. Oko stotinu vrsta betela nalazi se diljem svijeta, među njima 40 vrsta nalazi se samo u Indiji, a od kojih je 30 zabilježeno u Zapadnom Bengalu i Bangladešu. Najčešće sorte betela su “Magadhi”, “Salem”, “Mysore”, “Bangla”, “Kauri”, “Venmony”, “Meetha”, “Kapoori”, “Sanchi”, “Banarasi”, “Desavari”, “Kasi”, “Ghanagete” i “Bagerhati”, koje se uglavnom temelje na njihovoj boji, mirisu, okusu i veličini. P. betle je poznat pod raznim imenima u različitim zemljama diljem svijeta, iako se 'Paan' najviše koristi u Indiji, Pakistanu, Nepalu i Bangladešu. Listovi betela i areca orasi igraju središnju ulogu u hinduističkoj kulturi jer se koriste u raznim društvenim, kulturnim i vjerskim ceremonijama. Betel quid uobičajena je praksa u mnogim zemljama jer djeluje kao prirodni tonik i osvježivač usta kako bi se spriječio neprijatan miris u ustima. Međunarodna agencija za istraživanje raka provela je anketu i procijenila da je globalno prisutno 200-600 milijuna korisnika (Ref. 251, 271; IARC).

## Upotreba
Koristi se kao sredstvo za žvakanje, uživa ga oko 200 milijuna stanovnika južne Azije i obale istočne Afrike. Žvakalo se priređuje od sjemenke areke, lista biljke Piper Betle L. (uzgaja se u Indiji i na Malajskom arhipelagu) i od vapna. Često se dodaje još i đumbir, a kadšto i duhan, znatno rjeđe koji drugi začin ili miris. Najviše je rašireno žvakanje betela među malajskim narodima.
Piper betle ili betelova loza, gospodarski i medicinski važna proizvodna kultura: Biljka se može naći u cijelom svijetu, a uzgaja se prvenstveno u zemljama jugoistočne Azije zbog svojih lijepih sjajnih listova u obliku srca, koji se žvaču ili konzumiraju kao betelquid i naširoko se koriste u kineskoj i indijskoj narodnoj medicini, kao karminativ, stimulans, adstringent, protiv parazitske gliste, konjunktivitisa, reumatizma, rana itd., a također se koristi u vjerske svrhe. Hidroksihavikol je najvažniji bioaktivni spoj među širokim spektrom fitokonstituenata koji se nalaze u eteričnom ulju i ekstraktima. Farmakološka svojstva P. betle su antiproliferacijska, antikancerogena, neurofarmakološka, analgetska, antioksidativna, antiulcerogena, hepatoprotektivna, antifertilna, antibakterijska, antifungalna i mnoga druga. Ogromna pozornost posvećena je nanoformulacijama i njihovoj primjeni. Primjena P. betle nije pokazala citotoksičnost u pretkliničkim pokusima, što sugerira da bi mogla poslužiti kao obećavajući terapijski kandidat za različite bolesti.

## Podvrste
Danas nije priznata nijedna podvrsta od kojih su se dvije spominjale:
- Piper betle f. densum (Blume) Fosberg
- Piper betle f. marianum (Opiz) Fosberg

## Sinonimi
- Piper betle var. densum (Blume) C. DC.
- Piper betle var. marianum (Opiz) C. DC.
- Piper betle var. psilocarpum C. DC.

## Priprema
Način je priređivanja ovog neobično raširenog uživala različit kod različitih naroda. Obično se na svježi list betela-papra stavlja sloj vapna, a na njega komadić arekine sjemenke i đumbira, pa se sve to zamota u zalogaj i stavlja u usta. Žvakanjem se betela razvija u ustima vrlo intenzivna crvena slina, od koje postaju i zubi crveni. U čemu se zapravo sastoji užitak kod žvakanja betela nije potpuno jasno. Vjerojatno je da se s njim razvija ugodno osjećanje, slično onome kod uživanja duhana.